# Lissodendoryx coralliophila
Lissodendoryx coralliophila är en svampdjursart som beskrevs av Burton 1959. Lissodendoryx coralliophila ingår i släktet Lissodendoryx och familjen Coelosphaeridae.
Artens utbredningsområde är havet utanför Oman. Inga underarter finns listade i Catalogue of Life.